# Église Saint-Martin de Soucy
L'église Saint-Martin est une église située à Soucy, en France.

## Description

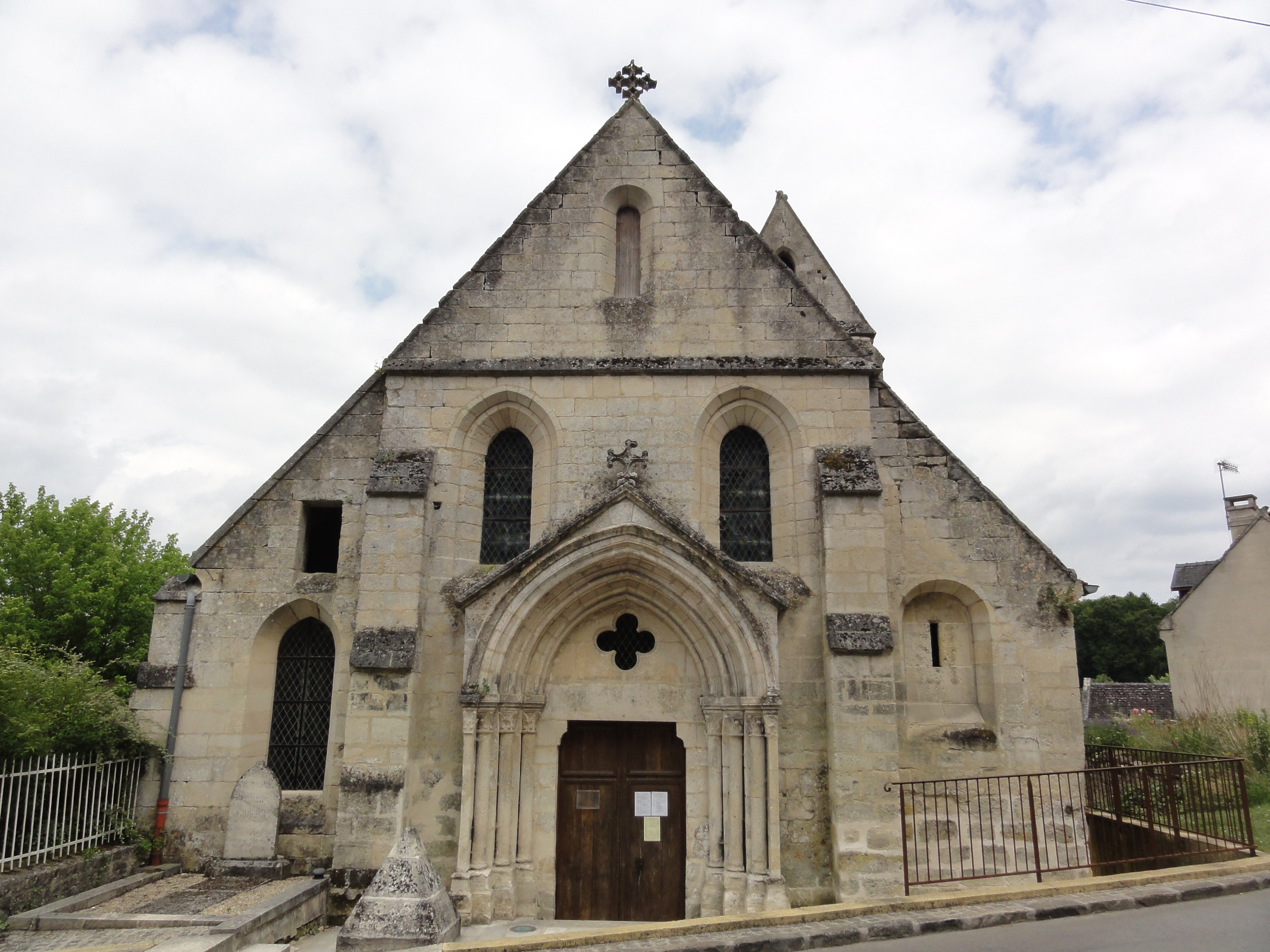
La façade ouest avec entrée
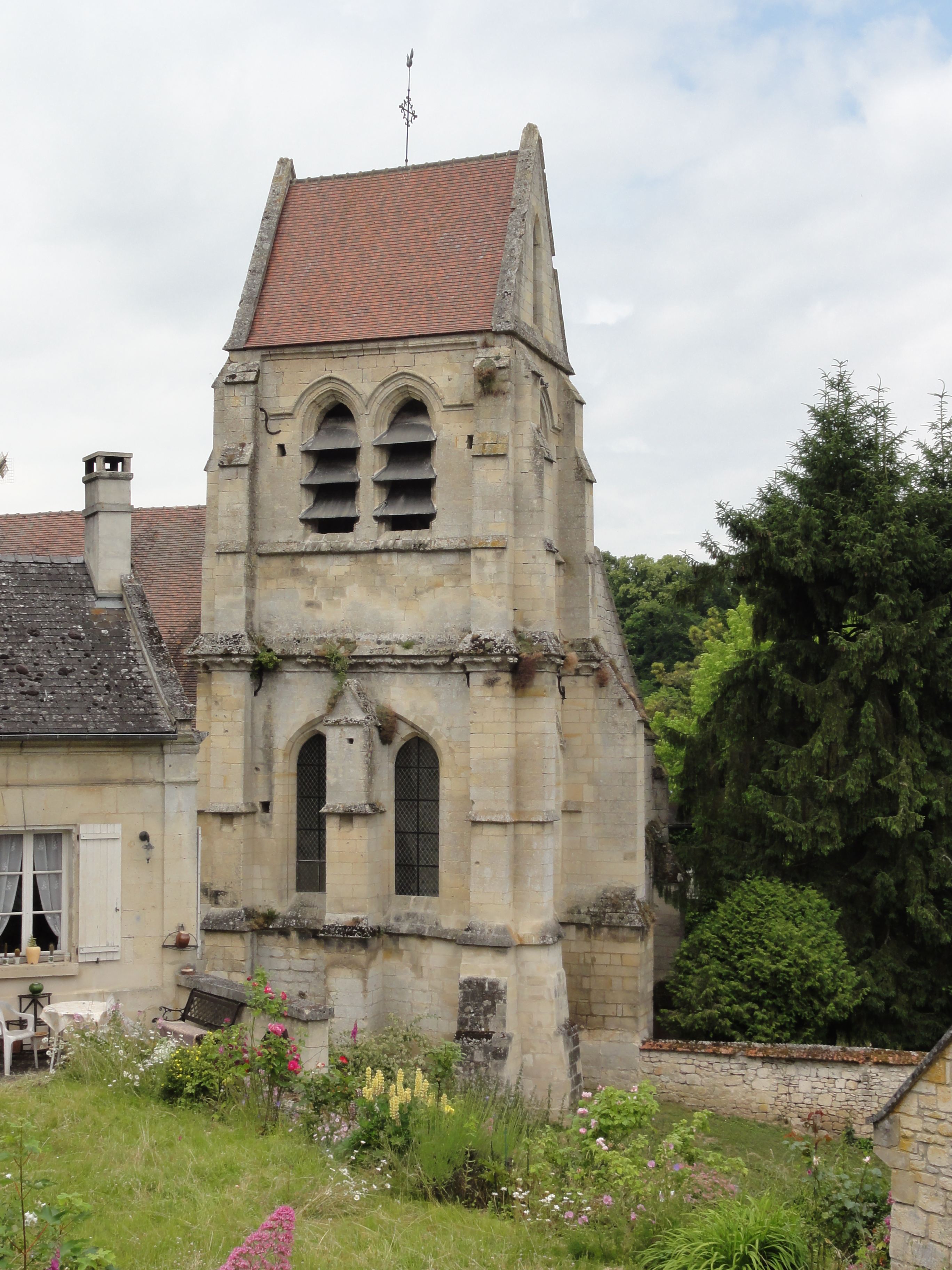
La tour

## Localisation
L'église est située sur la commune de Soucy, dans le département de l'Aisne.

## Historique
Le monument est inscrit au titre des monuments historiques en 1927.